# 毛里求斯 (愛荷華州)
毛里裘斯（英語：Maurice）是一個位於美國愛荷華州蘇縣的城市。

## 地理
毛里裘斯的座標為42°57′58″N 96°10′51″W / 42.96611°N 96.18083°W，而該地的平均海拔高度為402米（即1319英尺）。

## 人口
根據2010年美國人口普查的數據，毛里裘斯的面積為1.45平方千米，當中陸地面積為1.42平方千米，而水域面積為0.03平方千米。當地共有人口275人，而人口密度為每平方千米189人。